# Elektrofony elektroniczne
Elektroniczne instrumenty muzyczne – grupa instrumentów muzycznych należąca do elektrofonów, w których dźwięk powstaje w drodze syntezy i dociera do słuchacza przez przetwornik elektroakustyczny. Sposób kontroli instrumentu jest bez znaczenia dla tej klasyfikacji.

## Wybrane konstrukcje
Wybrane instrumenty elektroniczne w porządku chronologicznym według daty wynalezienia/konstrukcji: sphaerophon (1924), dynaphone (1927), theremin [eterofon] (1928), trautonium (1930) oraz jego odmiany: mixture trautonium, radio trautanium i trautanium koncertowe, fale Martenota (1928), novachord (1939), solovox (1940), melochord (1947), szumofon (1952), ARP Odyssey (1972), Polymoog (1975).

## Sposoby generowania dźwięków
Choć matematyczne modele syntezy dźwięku przez łączenie składowych harmonicznych znane były od dawna, ich techniczna realizacja nastręczała problemów. Do początku lat 60. jedynym znanym sposobem syntezy przebiegów akustycznych, z wykorzystaniem elektroniki, były lampowe oscylatory RLC. Ich rozmiary, zużycie energii, emisja ciepła i pola elektromagnetycznego utrudniały techniczną realizację elektronicznej syntezy dźwięków na większą skalę. Dopiero odkrycie półprzewodników i proces miniaturyzacji elementów wykonanych na ich bazie, z układami scalonymi włącznie, dały takie możliwości. Od początku lat 60. na rynku zaczęły pojawiać się coraz mniejsze, sprawniejsze i tańsze instrumenty dające olbrzymie możliwości kształtowania dźwięków. Pod koniec lat 70. wraz z rozwojem techniki cyfrowej, analogowa synteza dźwięku została prawie całkiem wyparta przez cyfrową. Od tego czasu instrumenty elektroniczne stały się jeszcze łatwiej dostępne.
Wśród współczesnych instrumentów elektronicznych do niedawna potocznie stosowano podział na syntezatory i samplery, lecz obecnie, wskutek łączenia różnych rodzajów syntezy, nie jest on jednoznaczny.
Instrumenty elektroniczne często sterowane są przez sekwencer zamiast muzyka.
W dobie powszechnego wykorzystywania komputerów do produkcji muzyki powstał nowy rodzaj instrumentów elektronicznych – instrumenty wirtualne, czyli programy działające pod kontrolą sekwencerów pełniące rolę instrumentów muzycznych.